# Liopleurodon
Liopleurodon là một chi thằn lằn cổ rắn, được Sauvage mô tả khoa học năm 1873.